# Chapada das Mangabeiras
La Chapada das Mangabeiras es una cordillera localizada en la parte central de Brasil. La cadena corre en dirección noroeste-sudeste, y separa la cuenca del río Tocantins, al sudoeste, de la cuenca alta del río Parnaiba, al noreste. La cordillera también forma la frontera entre el estado de Tocantins y los estados de Maranhão y Piauí.
- Datos: Q2886246